# Renault R-Link

Logo du système R-Link.

Renault R-Link est un système embarqué à écran tactile équipant la plupart des véhicules automobiles du constructeur Renault de série ou en option.

## Présentation
Le système R-Link est présenté par Renault comme une « tablette tactile » de 7 pouces incorporée dans ses véhicules. Son développement logiciel est assuré par l'éditeur TomTom avec comme base le noyau open source de la version FroYo d'Android. Néanmoins, l'interface a été repensée : la majorité des fonctionnalités de Google ont été supprimées et remplacées par une cinquantaine d'applications, gratuites ou nécessitant un abonnement, dont le système de navigation TomTom Live et l’assistant d'aide à la conduite Coyote.
Le système est composé :
- D'un navigateur GPS Tomtom live regroupant les fonctions de guidage par satellite, les cartes routières, l’info trafic, les alertes de zones de danger, etc.[3] ;
- De fonctionnalités multimédias permettant d'écouter la radio, des musiques, ou de regarder des photos et des vidéos ;
- D'un kit mains libres Bluetooth permettant la gestion des appels, des contacts, etc. ;
- D'un utilitaire de gestion des équipements du véhicule comme la caméra de recul, l’ordinateur de bord comprenant les données énergétiques, la consommation de carburant, etc. ;
- De différents services connectés et applications dont l'accès à une boutique en ligne (R-Link Store).

Le système est doté d’une reconnaissance vocale et du système Jukevox permettant la lecture des messages Twitter et Facebook ou les emails[réf. nécessaire].

## Véhicules équipés
Le système embarqué équipe la plupart des véhicules automobiles actuels du constructeur Renault : Zoe, Captur, Clio IV, Twingo III, Trafic III, Scénic III, Scénic IV, Mégane IV et Kangoo. Le Renault Espace V sera équipé de la deuxième version tout comme les prochains véhicules de la gamme tandis que Twingo 3 et tous les restylages après cette dernière seront elles équipées de R-Link évolution.

## Récompenses
Le cabinet de conseil SBD classe le système embarqué R-Link de Renault comme le meilleur de sa catégorie, devant un trio de systèmes allemands des constructeurs Audi, Mercedes-Benz et Opel.

## Abonnements
L'utilisation des services connectés et des applications — dont le service « TomTom Live », l'assistant Coyote ou les prévisions météo — est limitée à 12 mois à travers un « Pack Découverte ». Au-delà de ce délai, l'utilisateur doit souscrire un abonnement annuel payant, comprenant les frais de connexion. 

## Fiabilité
En 2014, le système R-Link est, d'après beaucoup de clients, un « système perfectible » que Renault a amélioré en 2015.
En 2016, une nouvelle mise à jour concerne le Kadjar et le Scénic IV.
En 2018, une nouvelle mise à jour concerne le logiciel et la cartographie du GPS Carminat.

## Version
| Version logiciel   | Version site   | Model  | Phase | Année | Apple carplay | Android car |
| ------------------ | -------------- | ------ | ----- | ----- | ------------- | ----------- |
| R-Link (Carte SD)  |                |        |       |       |               |             |
|                    |                |        |       |       |               |             |
| R-Link 2 (Clé USB) |                |        |       |       |               |             |
| 1.4.15.904         |                |        |       |       |               |             |
| 1.7.024.150        |                |        |       |       |               |             |
| 2.2.11.803         |                | Kadjar | 1     | 2015  | Non           | Non         |
| 2.2.15.703         |                |        |       |       |               |             |
| 2.2.17.803         |                |        |       |       |               |             |
| 2.9.032.3          |                |        |       |       |               |             |
| 3.3.15.411         |                |        |       |       |               |             |
| 3.3.16.940         |                |        |       |       |               |             |
| 3.3.16.941         |                |        |       |       |               |             |
| 7.0.24.120         |                |        |       |       |               |             |
| 9.0.35.411         |                | Kadjar | 2     | 2019  |               |             |
| 11.343             |                |        |       |       |               |             |
|                    | version 16.980 | tbd    |       | 2022  |               |             |
| 19.300             |                |        |       |       |               |             |
| 24.160             |                |        |       |       |               |             |
| 32.500             |                |        |       |       |               |             |
| 33.430             |                |        |       |       |               |             |
| 34.160             |                |        |       |       |               |             |
| 35.410             |                |        |       |       |               |             |
| 35.500             |                |        |       |       |               |             |
| 35.506             |                |        |       |       |               |             |
|                    | version 180    | Kadjar | 1     | 2015  |               |             |